# Ptilobaptus dentifer
Ptilobaptus dentifer är en stekelart som beskrevs av Henry Keith Townes, Jr. 1971. Ptilobaptus dentifer ingår i släktet Ptilobaptus och familjen brokparasitsteklar. Inga underarter finns listade i Catalogue of Life.